# Velo della Veronica (El Greco Prado)
Il Velo della Veronica conosciuto anche come Volto Santo è un dipinto del pittore cretese El Greco realizzato nel 1608-1614 e conservato nel Museo del Prado a Madrid, in Spagna. Fu acquistato dal Museo del Prado nel 1944, usando i fondi di un'eredità del conte de Cartagena.

## Descrizione
Quest'opera rappresenta il Santo Volto, un panno con cui, secondo la tradizione cristiana, Santa Veronica asciugò il sudore e il sangue di Cristo durante la sua Passione.  I Vangeli canonici non menzionano questo episodio, sebbene la Chiesa cattolica lo consideri vero.
El Greco non plasma un volto non ortodosso di Cristo e prende le distanze dalle aspirazioni della pittura bizantina, ma più vicino alle direttive iconografiche dell'arte della controriforma che il pittore svolse.